# NGC 4755
NGC 4755 (také známá jako Jewel Box Cluster (Klenotnice) nebo Caldwell 94) je jasná otevřená hvězdokupa v souhvězdí Jižního kříže vzdálená přibližně 6 400 světelných let. Objevil ji francouzský astronom abbé Nicolas-Louis de Lacaille v roce 1751.

## Pozorování

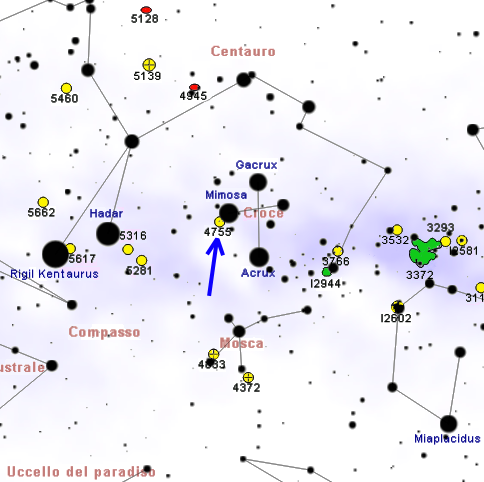
Poloha NGC 4755 v souhvězdí Jižního kříže

NGC 4755 je považována za jeden z nejhezčích objektů na jižní obloze.
Nachází se ve východní části souhvězdí, 1 stupeň jihovýchodně od hvězdy s magnitudou 1,25 Mimosa (β Cru) a 1 stupeň severně od okraje mlhoviny Uhelný pytel. Hvězdokupa je viditelná pouhým okem jako mlhavá skvrna 4. magnitudy.
Při pohledu triedrem a malým nebo velkým amatérským astronomickým dalekohledem je působivá. Tři v řadě ležící hvězdy uprostřed hvězdokupy bývají někdy kvůli jejich barvám nazývány "semafor".
Kvůli její velké jižní deklinaci není hvězdokupa vůbec pozorovatelná v mnoha obydlených oblastech severní polokoule, jako je Evropa a téměř celá severní Amerika; v obydlených oblastech jižní polokoule je naopak cirkumpolární. Nejvhodnější období pro její pozorování na večerní obloze jižní polokoule je od února do srpna.

## Historie pozorování
NGC 4755 nalezl a popsal Nicolas-Louis de Lacaille 25. března 1752
během astrometrického pozorování na mysu Dobré naděje, když v letech 1751 až 1752 pracoval na katalogu jižních hvězd Cœlum Australe Stelliferum. Pozoroval ji malým dalekohledem o průměru půl palce (12 mm) při zvětšení 8x a popsal ji jako "pět až šest hvězd mezi dvěma hvězdami 6. magnitudy."
Byl tak prvním pozorovatelem, který ji popsal jako hvězdokupu.
Později ji znovu pozoroval James Dunlop a po něm John Herschel, díky kterému dostala označení Klenotnice. Při svém pozorování ji totiž popsal takto: "hvězdokupa, ačkoli není ani velká ani bohatá, je velice třpytivá a krásná, když se pozoruje dalekohledem dostatečného průměru, který zřetelně ukáže rozdílnost barev jejích hvězd, jež jí dávají vzhled nádherného kousku přepychového klenotu."
V letech 1834 až 1838 Herschel zaznamenal polohu 100 hvězd v této hvězdokupě.

## Vlastnosti
Hvězdokupa patří se svým odhadovaným stářím 14 milionů let mezi nejmladší známé otevřené hvězdokupy. Nachází se ve vzdálenosti kolem 6 400 světelných let a její celková magnituda je 4,2. Obsahuje kolem 100 hvězd, z nichž ty nejjasnější jsou veleobři a některé z nich patří mezi nejjasnější hvězdy v Galaxii.
Výpočet její vzdálenosti ztěžuje mlhovina Uhelný pytel, která na obloze leží blízko ní, ale fyzicky se nachází v menší vzdálenosti, a část jejího světla zakrývá.

## Významní členové
Nejjasnějším členem hvězdokupy je hvězda DS Crucis (HD 111613, HR 4876), která se nachází 15' západně od středu hvězdokupy, ovšem možná leží v popředí a s hvězdokupou nesouvisí. Je to proměnná hvězda typu Alfa Cygni, veleobr spektrální třídy B9,5 s magnitudou 5,72.
Hlavní část hvězdokupy je ohraničena jasnými hvězdami, které vytváří asterismus ve tvaru písmene "A". Horní špičku asterismu tvoří hvězda HD 111904 (HR 4887, HIP 62894), veleobr spektrální třídy B9 a možná proměnná hvězda. Je to nejjasnější hvězda asterismu s magnitudou 5,77.
Příčku asterismu A tvoří 4 hvězdy v přímce, z nichž tři jsou součástí "semaforu". Od jihu je to hvězda BU Crucis, zákrytová proměnná dvojhvězda, veleobr spektrální třídy B2 s magnitudou 6,92. Vedle ní je BV Crucis, proměnná hvězda typu Beta Cephei, obr třídy B0,5 s magnitudou 8,66. Další v řadě je DU Crucis, červený veleobr třídy M2, který nepravidelně mění svou jasnost v rozsahu 7,1 až 7,6. Čtvrtou hvězdou v řadě je CC Crucis, rotační eliptická proměnná hvězda, obr třídy B2 s magnitudou 7,83.
Každou nohu písmene A v asterismu tvoří modrý veleobr. HD 111990 (HIP 62953) má magnitudu 6,77 a je třídy B1/2. Hvězda κ Crucis má magnitudu 5,98, je třídy B3 a někdy podle ní bývá označována celá hvězdokupa jako Kappa Crucis Cluster (hvězdokupa Kappa Crucis).

## Galerie obrázků

Snímek okolí hvězdokupy Klenotnice z přehlídky Digitized Sky Survey 2.
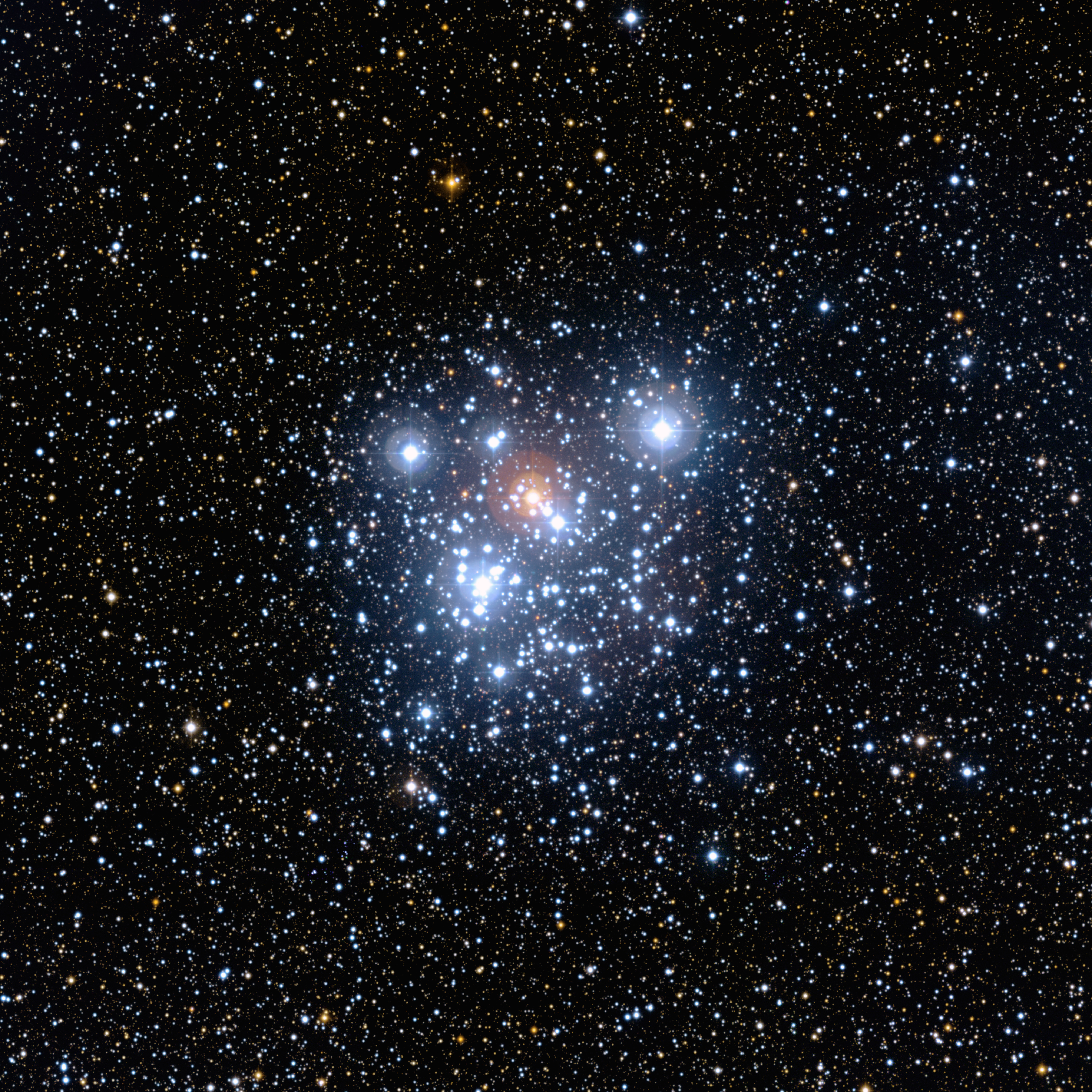
Širokoúhlý snímek hvězdokupy Klenotnice (NGC 4755).
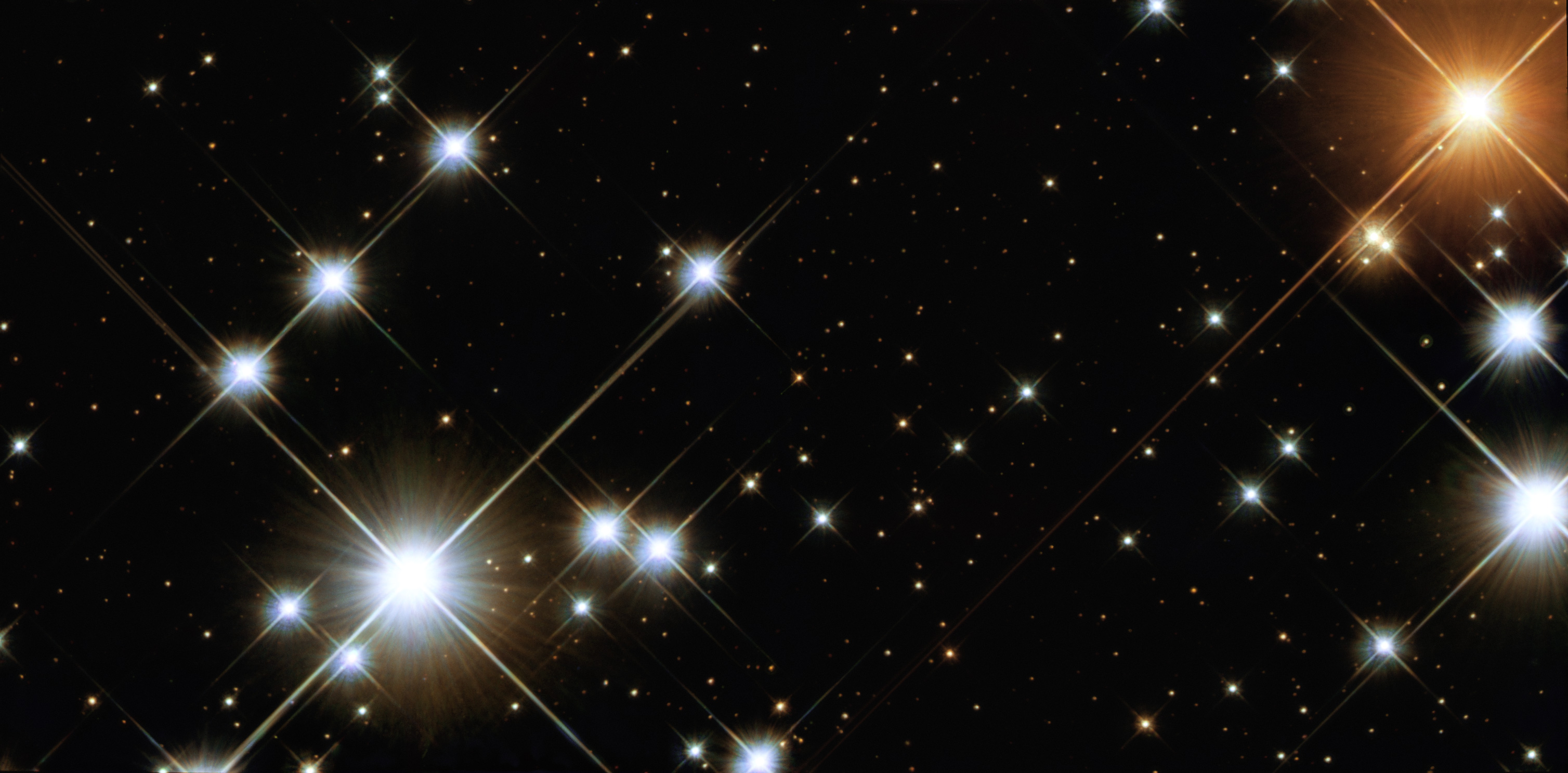
Podrobný snímek části hvězdokupy Klenotnice z Hubbleova vesmírného dalekohledu.
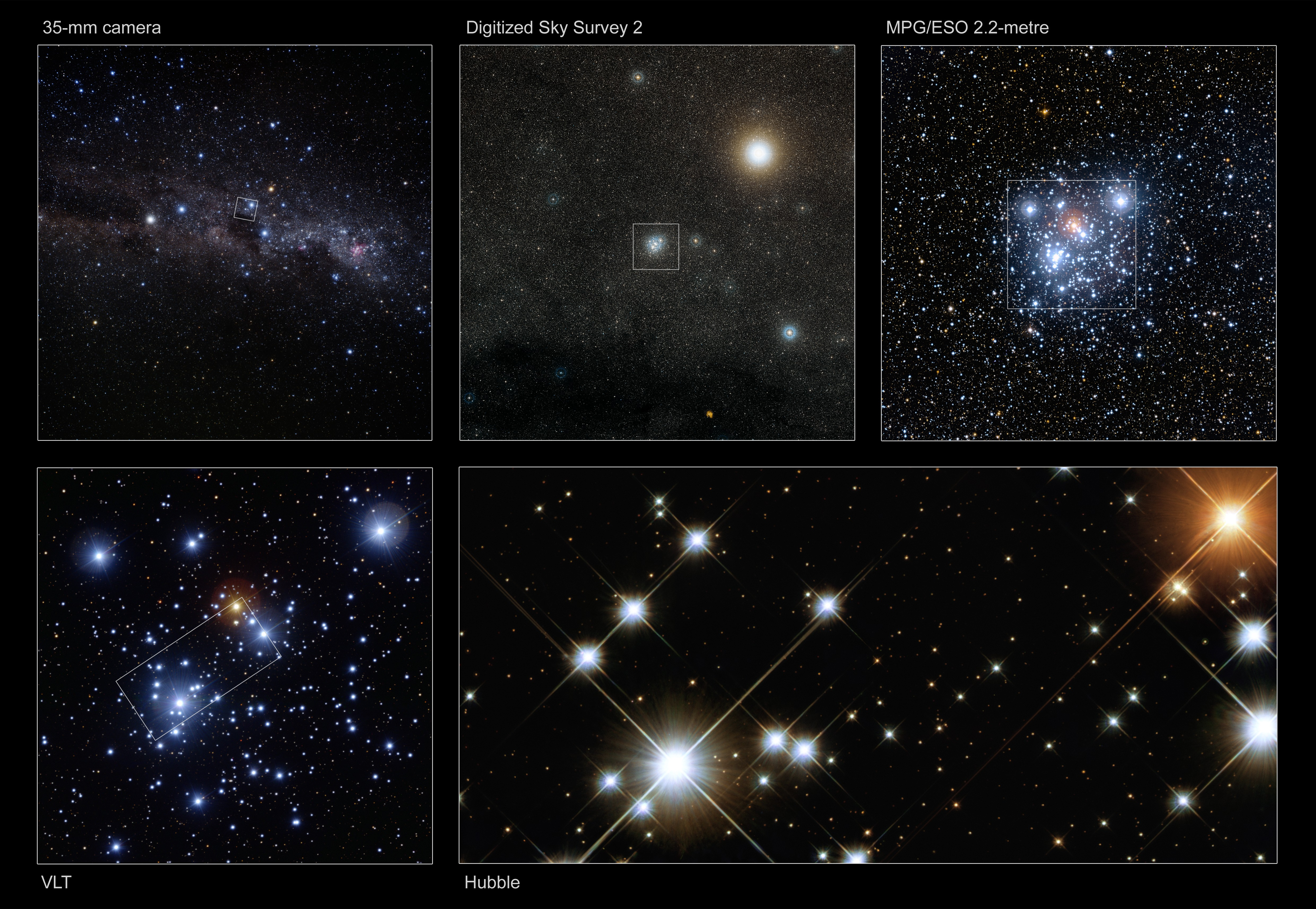
Hvězdokupa Klenotnice v perspektivě na několika výřezech.